# Järnväg i Kroatien

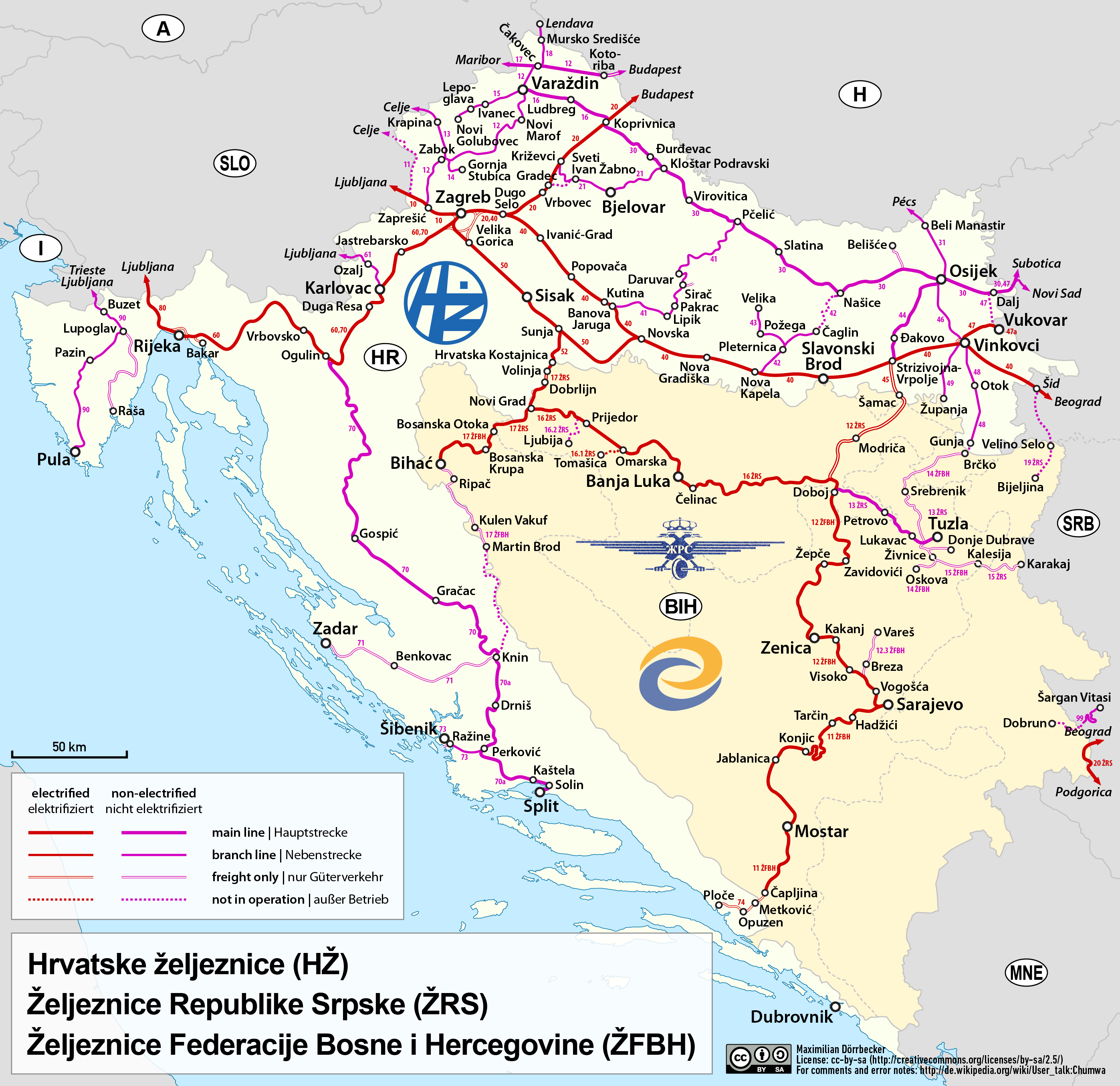
Kroatiska järnvägsnätet.

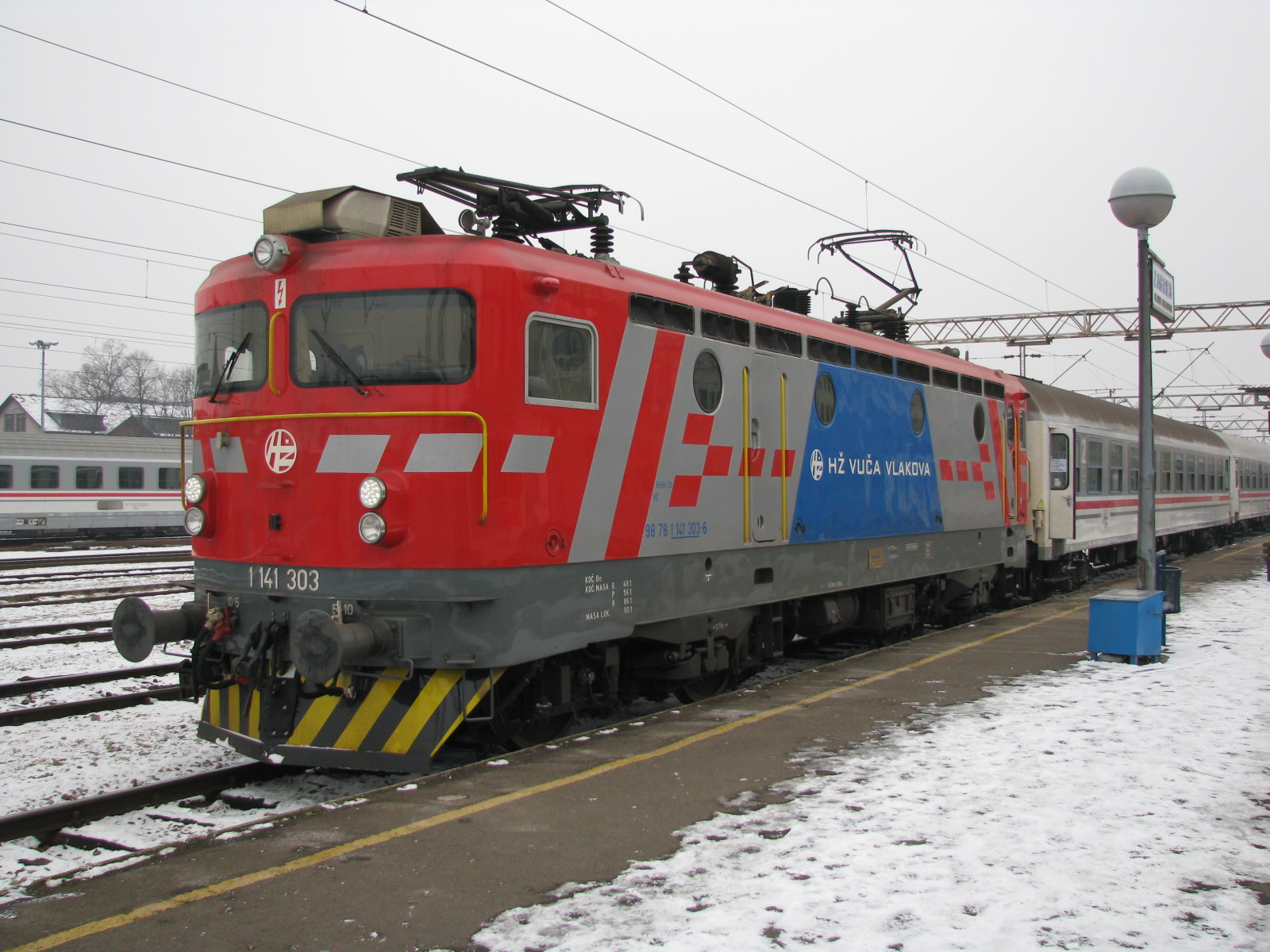
Ett kroatiskt ellok byggt av Končar på licens från ASEA i Sverige. Loktypen är mycket lik de svenska elloken.

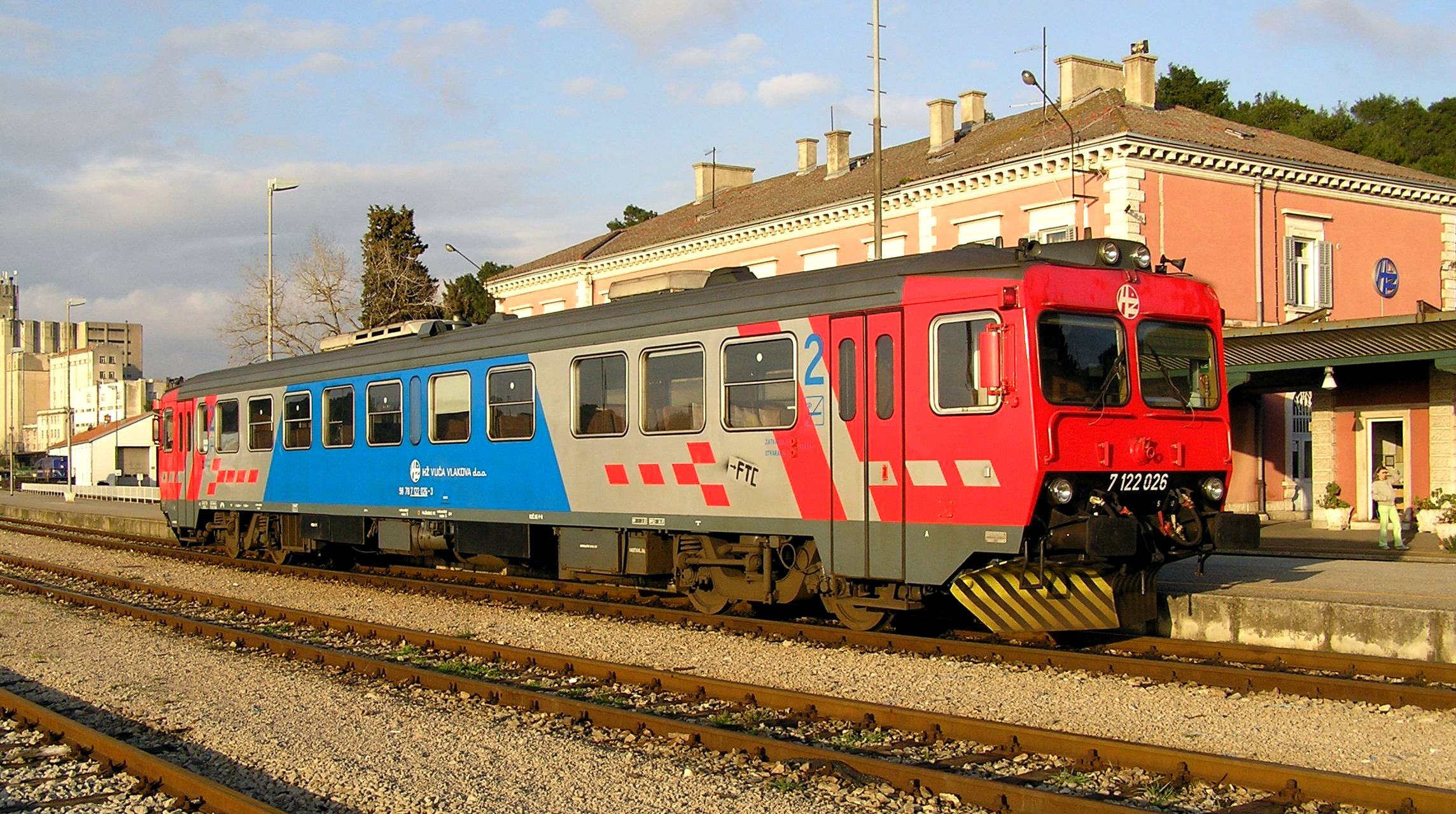
En motorvagn av typen Y1 som de kroatiska järnvägarna köpt begagnad från Sverige

Kroatiens järnvägsnät består av cirka 3 000 km spår varav 1 300 km är elektrifierade. Hela järnvägsnätet drivs och underhålls av det statligt ägda bolaget Hrvatske željeznice (Kroatiens järnvägar) som driver trafiken och järnvägsspåren.
Järnvägsnätet är till stora delar gammalt och slitet och därför i stort behov av renovering. Till exempel måste huvudlinjerna Zagreb-Split, Zagreb-Varaždin-Budapest och Pula-Lupoglav få dubbelspår och elektrifieras. Idag är högsta tillåtna hastighet på vissa banor högst 60–80 km/h och spåren är enkelspåriga vilket förhindrar högre hastigheter. Från Lupoglav på huvudlinjen Pula-Ljubljana planeras det att byggas en spårförbindelse via Opatija till Rijeka för att man ska kunna åka reguljärt direkt Pula-Zagreb. Idag måste man åka ett dieseltåg från Pula till Ljubljana i Slovenien för att där byta till ett direkttåg till Zagreb – en omväg på 320 kilometer. Genom den nya spårförbindelsen skulle man kunna åka direkttåg Pula-Lupoglav-Opatija-Rijeka-Karlovac-Zagreb på ca 6 timmar – mot dagens 12 timmar inklusive byte av tåg. En bana som under lång tid prioriterats högt är banan från gränsen till Slovenien som går via Zagreb och Vinkovci till gränsen till Serbien. Detta var under den tid Kroatien tillhörde Jugoslavien den viktiga stambanan mellan Ljubljana och Belgrad via Zagreb. Under de jugoslaviska krigen under 1990-talet var banan avstängd och bitvis förstörd mellan Vinkovci och serbiska gränsen men reparerades och återöppnades efter att krigen tog slut. Banan är än idag en mycket viktig pulsåder i det kroatiska järnvägsnätet och även viktig för internationell trafik.

## Trafik
HŽ driver direkt tågtrafik till stora delar av landet, samt i samarbete med utländska tågentreprenörer utrikestrafik till ett större antal städer i olika delar av Europa. Det rör sig då om tåg till mer närliggande huvudstäder som Ljubljana, Sarajevo, Belgrad eller Wien, samt till några mer avlägsna destinationer som Moskva, Aten och Sofia. Dessa består i huvudsak av internationella tåg bestående av lok och personvagnar. Kroatien har inga egna snabbtåg och de befintliga går jämfört med europeiska förhållanden mycket långsamt. Runt Zagreb driver man pendeltågstrafik på tre linjer och tågen består av elmotorvagnar inköpta från Ungern.
En mycket vanlig loktyp i Kroatien är en typ av ellok som är konstruerade av ASEA i Sverige och har stora likheter med svenska ellok. Dessa lok är tillverkade i Kroatien av Končar i Zagreb på licens från svenska ASEA. Loktypen dominerar på de elektrifierade banorna i Kroatien, inte minst i Zagreb.
För att akut ersätta en del föråldrade fordon har vissa begagnade fordon från bland annat Sverige köpts in. Bland dessa kan nämnas ett antal motorvagnar av typen Y1 som köptes in begagnade från Sverige och som rullar på främst sidobanorna i Kroatien. Dessa fick ersätta äldre motorvagnar.

## Godstrafik
Det går reguljära godståg varje dag både inom landet och till andra länder. Godståg går till Kroatiens grannländer men även till länder lite längre bort som kan ses som Kroatiens handelspartnerländer. Mer avlägsen trafik kan även gå till bland annat Ryssland. Kroatiens största reguljära godsbangård Klara i Zagreb ligger nära stadsdelen Savski Gaj och är navet för all godstrafik på spår i Kroatien. Godset på tåg har dock kraftig konkurrens från lastbilstrafiken och är därför inte så viktig som på vägen.